# Fan ger ett anbud
Fan ger ett anbud är en TV-teater från 1963 i regi av Jan Molander, I rollerna ses bland andra Axelle Axell, Hans Wahlgren och Anna Sundqvist.
Den danske skådespelaren och dramatikern Carl Erik Soyas skådespelet Hvem er jeg? eller Naar Fanden gi'r et Tilbud hade sin urpremiär på Det Ny Teater i Köpenhamn 1 mars 1932. 
Soya själv beskrev pjäsen som "en skämtsam moralitet som i drömsekvensens form vill visa vad som försiggår inuti en ung man som har gjort en flicka med barn (Mary) och vill gifta sig med en annan (Lilian)"
Den unge mannen Hans handlar efter impulser som han inte själv begriper: De situationer som uppstår kommenteras på analytisk grund av diverse fiktiva karaktärer som med sin närvaro skapar en pjäs i pjäsen och åskådliggör på ett underhållande sätt de olika handlingsmöjligheter huvudpersonerna har.   

## Uppsättningar i Sverige
Före TV-teaterns uppsättning hade pjäsen spelats vid minst fyra tillfällen av professionella teatrar i Sverige.
Ingmar Bergmans uppsättning på Studentteatern i Stockholm hade premiär 24 april 1943 med den fullständiga titeln Vem är jag? eller När fan ger ett anbud med Annika Tretow som Mary och Bertil Sjödin som Hans Christian. Astrid Söderbaum gjorde Lilian och i iden i övrigt ganska namnkunniga ensemblen fanns också Erland Josephson som professorn, Inga Gill som En prostituerad och Palle Granditsky som Apan. 
Bergman gjorde ytterligare en uppsättning av pjäsen: på Hälsingborgs stadsteater 20 oktober 1944.
Börje Mellvig – som spelar Generalkonsuln i tv – hade premiär på sin uppsättning 26 december 1947 på Boulevardteatern, på Ringvägen 125 i Stockholm med Inga Landgré som Mary och Hans Christian, som nu bara hette Hans, spelades av Stig Olin. Astrid Söderbaum repriserade sin roll och Mellvig själv gjorde Fan. Hanny Schedin gjorde Fru Karlsson (i tv-uppsättningen Rasmussen) och i övrigt medverkade Gösta Prüzelius som Don Juan, John Zacharias Professorn och Arne Källerud En herre. 
Den fjärde uppsättningen i Sverige hade premiär på Folkteatern i Göteborg 26 april 1958 i regi av Ove Tjernberg – som ju medverkar i TV-teaterns uppsättning – med Lena Söderblom som Mary och Ann Mari Adamsson som Lilian medan Nils Eklund spelade Fan och Tore Karte Don Juan.
TV-teaterns uppsättning i regi Jan Molander spelades in på tidiga hösten 1963 och sändes den 4 november 1963. Med en repris 1966. 

## Rollista
- Hans Wahlgren - Hans
- Axelle Axell - Mary
- Anna Sundqvist - Lililan
- Gun Robertson - Fru Rasmusen
- Frithiof Billquist - Herr Rasmusen
- Ove Tjernberg - En herre
- Toivo Pawlo - Doktor Paprika
- Heinz Hopf - Fan
- Curt Masreliez - Don Juan
- Jan-Erik Lindqvist - Professorn
- Börje Mellvig - Generalkonsuln
- Åke Fridell - Apan
- Alf Östlund - Roddar Blåakägg
- Catherine Berg - Jungfru Maria
- Manne Grünberger - Läraren
- Olle Hilding - Samvetet
- Birger Åsander - Döden
- Lasse Krantz - Monsieur Tremblay